# Bergistanos
Los bergistanos (latín bargusii) fueron un pueblo íbero, emparentado con los ilergetes, que vivía en el valle del río Saiarra. Su número era reducido.
Los bergistanos ocupaban la comarca del alto Llobregat. Fueron sometidos por Aníbal Barca en su expedición hacia Italia. También son conocidos porque se sublevaron contra Roma, pero, fueron reprimidos por el cónsul Catón el Viejo. Tito Livio llama Siete castillos a este pueblo. Cuando se levantó por segunda vez fue sometido esclavitud. El castillo principal, Castrum Bergium, podría corresponder a la población actual de Berga, aunque también existe un Berge en el Bajo Aragón.